# Zizi Jeanmaire

Jeanmaire en una fotografia publicitària

  Zizi Jeanmaire  (francès: Renée Jeanmaire)  (14è districte de París, 29 d'abril de 1924 - Tolochenaz, 17 de juliol de 2020), nascuda Renée Marcelle Jeanmaire va ser ballarina, actriu i cantant de ballet francès. Es va fer famosa en els inicis després de jugar el paper del títol en el ballet Carmen, produït a Londres el 1949, i va continuar apareixent en diverses pel·lícules de Hollywood i revistes de París. Era l'esposa del ballarí i coreògraf Roland Petit, que va crear ballets i revistes per ella.

## Carrera
Jeanmaire va néixer a París filla d'Olga Renée (nascuda Brunus) i Marcel Jeanmaire. Més tard va escriure en la seva autobiografia: "Quan era petita la meva mare em va dir mon Jésus que es va transformar en mon Zizi.
Va conèixer al seu futur espòs i al col·laborador Roland Petit en el Ballet de l'Òpera de París quan tots dos tenien nou anys. Va ballar el 1944 en les Soirées de la danse en el Teatre Sarah Bernhardt. Es va convertir en ballarina del Nouveau Ballet de Monte Carlo el 1946, i va ballar durant l'última temporada dels Ballets Russos de Monte Carlo del Coronel de Basil a Londres el 1947. Des de 1949 es va convertir en l'estrella dels Ballets de Paris dirigides per Petit, on era coneguda per la seva energia i passió. Ella va crear el seu paper més famós, Carmen, en un arranjament musical de l'òpera de Bizet. Pel paper, li van tallar el cabell, que va ser copiat per moltes dones. El ballet va ser estrenat a Londres en el Teatre Príncep de Londres el 21 de febrer de 1949, i l'obituari de The Guardian va assenyalar: "Res tan sensual com els duets que Petit va crear pels amants havia estat vist en l'escenari de Londres abans". L'actuació va ser seguida per una llarga gira a Broadway, repetida la següent temporada.
Jeanmaire va aparèixer per primera vegada com a cantant de cançons a Croqueuse de diamants de Petit l'any 1950. Una cançó, composta per Raymond Cheneau, va guanyar un Grand Prix du disque. A Hollywood, va aparèixer a la pel·lícula musical El fabulós Andersen el 1952, amb Danny Kaye i Farley Granger. El 1954, va tornar a protagonitzar Broadway, al musical The Girl in Pink Tights. Va tornar a París i es va casar amb Petit aquell any. La seva filla Valentine va néixer l'any següent, i es convertiria en ballarina i actriu.
Jeanmaire va tornar a aparèixer al cinema l'any 1956, a Anything Goes amb Bing Crosby [3] de Cole Porter, però, d'altra banda, es va centrar en la dansa, incloent-hi La Rose des vents de Petit el 1958 i Cyrano de Bergerac el 1959. A partir de 1961, va fer carrera en revistes al Teatre Alhambra, amb èxits com "Mon truc en plumes". Va interpretar la cançó amb un vestit d'Yves Saint-Laurent, que es va convertir en el seu dissenyador principal de roba escènica i privada, i un amic. El número, amb dotze homes joves amb ventalls de plomes rosades, es va convertir en una melodia característica i va ser repetida en altres revistes per Petit, que va produir més de 60 espectacles amb ella.
La seva fama va despertar l'atenció en la premsa i preferia estar en els espectacles de moda, per exemple en un espectacle de Yves Saint Laurent el 1967, al costat d'Elsa Martinelli, Françoise Hardy i Catherine Deneuve. Gairebé 50 anys després, la revista Vogue va veure a Jeanmaire i els seus companys com una guia de la cultura de celebritat de la setmana de la moda.
Jeanmaire va morir a Suïssa el 17 de juliol de 2020.